# Gerhard Wörn
Gerhard Wörn (* 27. Januar 1957 in Weil im Schönbuch) ist ein ehemaliger deutscher Fußballspieler.

## Sportliche Laufbahn

### Vereinskarriere
Wörn spielte bereits in der Jugend für den VfB Stuttgart. Mit den VfB-Junioren gewinnt er 1975 die bundesdeutsche A-Jugendmeisterschaft. 1975 stieß er zur damals in der 2. Bundesliga Süd spielenden ersten Mannschaft des Vereins, der nach dem Abstieg einen Umbruch erlebte und neben Wörn auf Talente wie Hansi Müller oder Karlheinz Förster setzte. Zwischen 1975 und 1977 bestritt er in der Folge 27 Zweitligaspiele für die Schwaben und erzielte dabei zwei Tore. Unter Jürgen Sundermann rückte er dabei im zweiten Zweitligajahr ins zweite Glied, nach dem Aufstieg in die Fußball-Bundesliga wurde er in der Saison 1977/78 nicht mehr in der Profimannschaft aufgestellt und spielte fortan für die Amateure des VfB.
Mit den VfB-Amateuren gewann Wörn in der Runde 1979/80 die Meisterschaft in der Oberliga Baden-Württemberg und holte sich nach Erfolgen gegen Borussia Neunkirchen und den KSV Hessen Kassel im Finale am 20. Juni 1980 gegen den FC Augsburg durch einen 2:1-Sieg auch die Deutsche Amateurmeisterschaft. Anschließend erhielt er Angebote aus Köln und Aachen, verblieb aber nach einer in Göppingen angefangenen Physiotherapeutenausbildung im „Ländle“. 1981 wechselte er zum badischen Viertligisten SV Neckargerach, trotz Aufstieg des Klubs in die Oberliga schloss er sich dem Oberligisten 1. Göppinger SV an. Dort spielte er in den folgenden Jahren an der Seite von Ex-Profispieler wie Johann Ettmayer, Bruno Seiler, Dieter Renner oder Heinz Stickel 1985 stieg er mit dem Klub in die Verbandsliga Württemberg ab, wo rund um den Mittelfeldtechniker eine neue Mannschaft aufgebaut wurde, in der mit Uwe Igler auch ein späterer Profispieler stand.

### Auswahleinsätze
Wörn absolvierte zwei Länderspiele in der Fußballnationalmannschaft der Amateure. Am 11. Mai 1977 debütierte er bei den DFB-Amateuren beim Spiel in Mülhausen gegen Frankreich, als er für seinen Vereinskollegen Hansi Müller beim 5:0-Erfolg eingewechselt wurde. Auch seinen zweiten Einsatz erlebte er als Einwechselspieler: am 26. September 1978 wurde er in Bielefeld beim 2:1-Erfolg gegen China A für Norbert Eder eingewechselt.

## Berufliche Laufbahn
Von 1990 bis 2024 war Wörn als Physiotherapeut beim VfB Stuttgart tätig.

## Privates
Wörn lebt in Wernau (Neckar).

## Erfolge
- Meister der 2. Bundesliga Süd 1976/77
- Deutscher Amateurmeister 1980